# Pseudocaecilius citricola
Pseudocaecilius citricola är en insektsart som först beskrevs av William Harris Ashmead 1879.  Pseudocaecilius citricola ingår i släktet Pseudocaecilius och familjen Pseudocaeciliidae. Inga underarter finns listade i Catalogue of Life.